# (4541) Mizuno
(4541) Mizuno est un astéroïde de la ceinture principale, découvert le 1er novembre 1989 par les astronomes japonais Kenzo Suzuki et Toshimasa Furuta à l'observatoire de Kodamayama. En mai 2015. un satellite lui est découvert, S/2015 (4541) 1.

## Étymologie
L'astéroïde a été nommé d'après l'astronome japonais Yoshikane Mizuno (1954 - ).

## Caractéristiques orbitales
(4541) Mizuno est situé à une distance moyenne du Soleil de 2 378 UA, pouvant varier d'environ 2 426 UA à 2 330 UA. L'excentricité de Mizuno est de 0,02 et son inclinaison orbitale de 4,780 degrés. Sa période de révolution est de 1341 jours (3,67 ans) .

## Caractéristiques physiques
L'astéroïde Mizuno a des dimensions de 6,294 km, un albédo de 0,338 et une magnitude absolue 12,8.